# Ederauenradweg
De Ederauenradweg langeafstandsfietsroute in Duitsland. De route volgt de loop van de rivier de Eder tot deze bij Guntershausen (Baunatal) uitmondt in de Fulda en waar de Fulda-Radweg opgepakt kan worden. Onderweg komt de route langs de Edersee. Het traject is bewegwijzerd in twee richtingen. 

## Aansluitingen met andere routes
- Tussen Herzhausen en Bergeheim loopt de route parallel met de Hessischer Radfernweg R5.
- In Frankenberg kan worden aangesloten op de Hessischer Radfernweg R6.
- In Frankenberg kan worden aangesloten op de Hessischer Radfernweg R8.
- In Guntershausen (Baunatal) kan worden aangesloten op de Fulda-Radweg.
- Ederkopf (Bron van het rivier Eder)
- Lützel
- Erndtebrück
- Hatzfeld (Eder)
- Battenberg (Eder)
- Allendorf (Eder)
- Frankenberg (Eder)
- Waldeck (am Edersee)
- Edersee
- Fritzlar
- Wabern
- Felsberg (Hessen)
- Guxhagen - rivier Eder stroomt in de Fulda. Met Fulda-Radweg aansluiting naar Kassel.